# Museo Emanuele Barba
Il Museo Emanuele Barba è un'istituzione culturale di proprietà del Comune di Gallipoli sito nel centro storico della stessa città.

## Storia

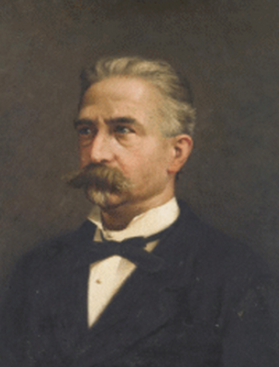
Emanuele Barba

Il Museo nasce nel 1823 ad opera di Carmine Fontò  che donò i suoi libri alla città.
A queste prime donazioni se ne aggiunsero altre da parte di conventi. Dopo alcuni anni il Museo venne affidato al naturalista, scienziato e docente Emanuele Barba che istituì un "Gabinetto zoologico". 
Oggi nel museo sono presenti collezioni di armi, abiti, fossili. È esposta inoltre la collezione del pittore gallipolino Giovanni Andrea Coppola. Il museo comprende reperti archeologici, sarcofagi e vasi messapici con iscrizioni; ritratti di personaggi illustri di Gallipoli; una raccolta numismatica.
Nel 2010 dopo più di dieci anni, riaprì la sezione del museo dedicata alle patologie fetali ed animali, raccolta da Emanuele Barba con l'intento di studiare delle malattie genetiche come la sindrome di Down.
Molto ricca è la collezione di armi rinascimentali e di archibugi (un'antica arma da fuoco portatile), quella che contiene più di cinquecento reperti rinvenuti nell'antica necropoli della vicina Alezio oltre a dei sarcofagi.
Si compone di tre distinte sezioni: il museo stesso, la biblioteca comunale “Ex Sant'Angelo” (presso l'ex chiesa confraternale di Sant'Angelo) e la Sala Collezione Coppola che contiene 20 preziose tele dell'insigne pittore gallipolino Giovanni Andrea Coppola. 
Il museo è sito in via Antonietta De Pace, la via centrale della città, in un antico palazzo del 1800. È da intendersi tuttavia, l'esempio più straordinario di museo positivista che raccoglie pezzi storici di ogni tipo e genere; nacque in pieno Positivismo, movimento originatosi in Francia nel XIX secolo.

### Sala Collezione Coppola
La sala fu inaugurata nel 2012 e sorge nei locali inferiori del Palazzo Balsamo, sede del Municipio. Custodisce una ventina di tele di Giovanni Andrea Coppola donate al comune dagli eredi della famiglia a partire dal 1982; si ricorda la Natura morta che ha avuto il privilegio di essere esposta presso una mostra a Parigi nel 2007.

## Collezioni
- Collezione storico – artistica - Comprende tele risalenti all'Ottocento e al Novecento, oltre alle già citate tele del Coppola. Tra le tele del Novecento si possono annoverare sicuramente i dipinti del pittore Giulio Pagliano (1882-1932): le sue opere più note sono Il ritratto di Sophia Stevens, La casa di sanità e il porto di Gallipoli, Giovane in veste militare. Sono poi presenti opere del pittore gallipolino Giuseppe Forcignanò, morto poi a Parigi dopo una vita ricca di viaggi nella regione partenopea.  All'interno del salone museale possono essere ammirati i ritratti degli illustri gallipolini Bartolomeo Ravenna, Antonietta De Pace ed Emanuele Barba

- - Sezione I Armi e Sciabole
  - Sezione II Abiti d'epoca
  - Sezione III Ceramiche e Vetri
  - Sezione IV Oggetti vari e di pregio
  - Sezione V Dipinti antichi (donazione Coppola)
  - Sezione VI Dipinti del XIX – XX secolo (ritratti)
- Collezione archeologica
  - Sezione I Reperti archeologici
  - Sezione II Numismatica
- Collezione naturalistica
  - Sezione I Malacologica
  - Sezione II Talassologica
  - Sezione III Zoologica
  - Sezione IV Mineralogica
  - Sezione V Fossili
  - Sezione VI Ornitologica
- Collezione di patologia fetale umana ed animale. Nel Museo Barba è di notevole importanza la collezione di bambini nati deformi.
- Collezione libraria (Libri antichi rari e di pregio dal XVI al XIX secolo).

## Galleria d'immagini

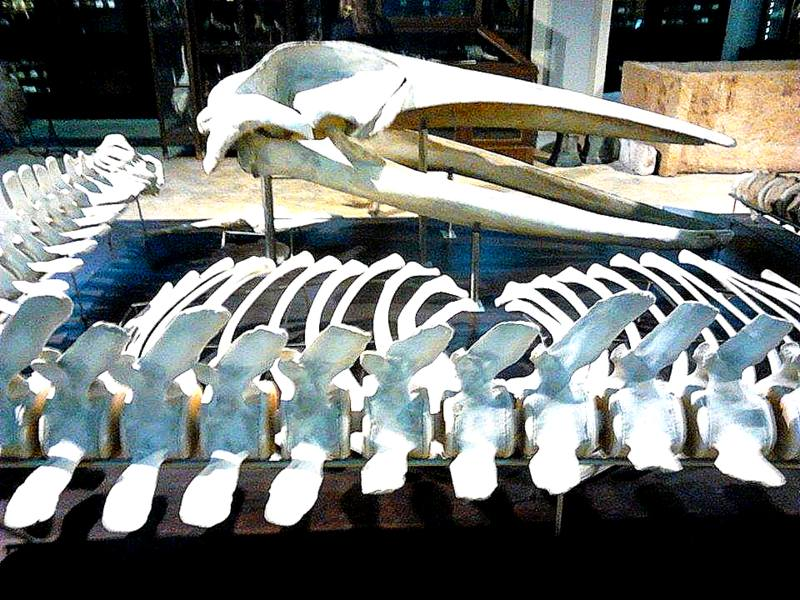
Resti di una balenottera
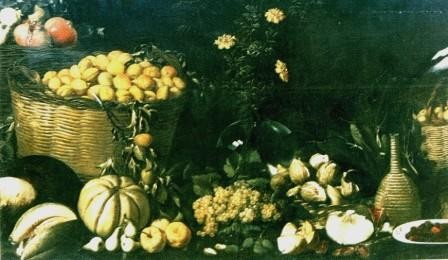
Natura morta del Coppola
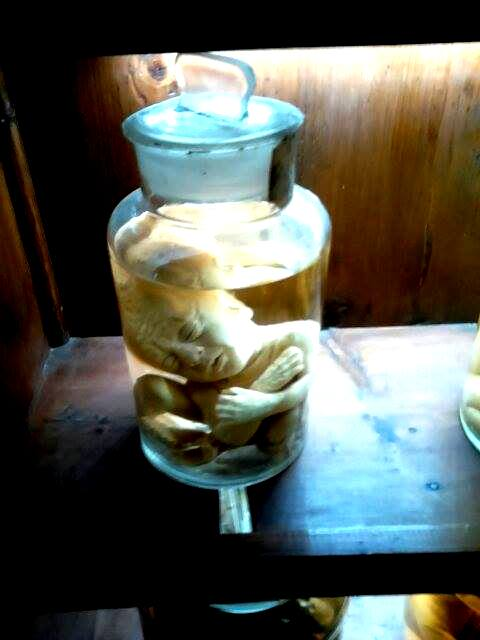
Reparto del Museo civico dedicata alle malattie fetali
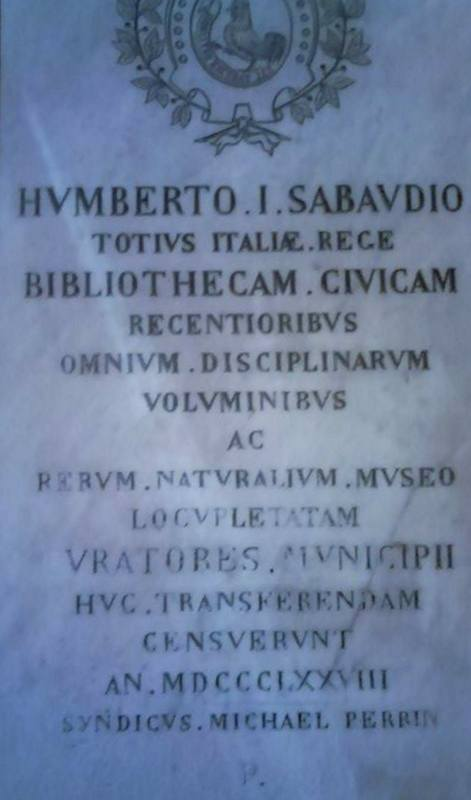
Iscrizione posta ai lati dell'entrata principale